# Ambystoma
Ambystoma és un gènere d'amfibis caudats representats per una gran nombre d'espècies.

## Taxonomia
- Ambystoma altamirani Dugès, 1895
- Ambystoma amblycephalum Taylor, 1940
- Ambystoma andersoni Krebs i Brandon, 1984
- Ambystoma annulatum Cope, 1886 - salamandra anellada.
- Ambystoma barbouri Kraus i Petranka, 1989
- Ambystoma bishopi Goin, 1950
- Ambystoma bombypellum Taylor, 1940 - salamandra delicada.
- Ambystoma californiense Gray, 1853 - salamandra de Califòrnia.
- Ambystoma cingulatum Cope, 1868
- Ambystoma dumerilii (Dugès, 1870) - ajolot del Llac Pátzcuaro.
- Ambystoma flavipiperatum Dixon, 1963
- Ambystoma gracile (Baird, 1859)
- Ambystoma granulosum Taylor, 1944
- Ambystoma jeffersonianum (Green, 1827) – salamandra de Jefferson.
- Ambystoma laterale Hallowell, 1856
- Ambystoma leorae (Taylor, 1943)
- Ambystoma lermaense (Taylor, 1940) - salamandra de Lerma.
- Ambystoma mabeei Bishop, 1928
- Ambystoma macrodactylum Baird, 1850
- Ambystoma maculatum (Shaw, 1802)
- Ambystoma mavortium Baird, 1850 - salamandra tigre de Texas.
- Ambystoma mexicanum (Shaw i Nodder, 1798) - ajolot.
- Ambystoma opacum (Gravenhorst, 1807) -
- Ambystoma ordinarium Taylor, 1940 - salamandra de Puerto Hondo.
- Ambystoma rivulare (Taylor, 1940)
- Ambystoma rosaceum Taylor, 1941
- Ambystoma silvense Webb, 2004
- Ambystoma subsalsum Taylor, 1943
- Ambystoma talpoideum (Holbrook, 1838) - salamandra talp.
- Ambystoma taylori Brandon, Maruska i Rumph, 1982 - ajolot de Alchichica o salamandra de Taylor.
- Ambystoma texanum (Matthes, 1855) - salamandra de boca chica.
- Ambystoma tigrinum (Green, 1825) - salamandra tigre.
- Ambystoma velasci (Dugès, 1888) - salamandra tigre mexicana o salamandra de Tecocomulco.